# Jomo Kenyatta
Jomo Kenyatta (ur. 20 października 1891, zm. 22 sierpnia 1978) – kenijski polityk, pierwszy prezydent Kenii w latach 1964–1978.
Pochodził z plemienia Kikuju. Studiował w Wielkiej Brytanii antropologię społeczną pod kierunkiem profesora Bronisława Malinowskiego w London School of Economics. Po powrocie do kraju w 1946 czołowy przywódca ruchu wyzwoleńczego w Kenii; przewodniczący Afrykańskiego Narodowego Związku Kenii. W 1952 aresztowany wraz ze swoimi współpracownikami przez władze brytyjskie pod zarzutem kierowania powstaniem Mau Mau. 
Uwolniony w 1961, odegrał główną rolę w doprowadzeniu kraju do niepodległości. Stanął na czele Afrykańskiego Narodowego Związku Kenii (KANU), zapewniając mu zwycięstwo w wyborach powszechnych w 1963; został premierem, a po uzyskaniu przez Kenię niepodległości 12 grudnia 1963 i proklamowaniu republiki w 1964 – prezydentem. 
Walczył z antagonizmami plemiennymi i rasowymi; zdołał przekonać zagraniczny kapitał do inwestowania w Kenii, a białych osadników do pozostania w kraju i współpracy; prowadził zdecydowanie prozachodnią politykę. Dążąc do umocnienia władzy zdelegalizował w 1969 wszystkie (poza KANU) organizacje polityczne. Skutecznie walczył z przejawami niezadowolenia. Umocnieniu jego władzy sprzyjały pomyślny rozwój gospodarczy, powiązania z zagranicznymi monopolami, autorytet i uznanie u współobywateli, którzy nadali mu tytuł Mzee (czyt. /əmˈzeɪ/), który w języku swahili oznacza „starszy” i używany jest w odniesieniu do osób powszechnie szanowanych.